# Alex Tolio
Alex Tolio (Bassano del Grappa, 30 marzo 2000) è un ciclista su strada italiano che corre per il team VF Group-Bardiani CSF-Faizanè; è professionista dal 2022.

## Palmarès
- 2018 (Juniores)[1]

Trofeo Renetta Canada Melinda (campionato regionale Trentino)
Trofeo Memorial Luciano Zanetti
Giro della Vallata Feltrina
- 2019 (Zalf Euromobil Fior, una vittoria)

Gran Premio Polverini Arredamenti
- 2020 (Casillo-Petroli Firenze-Hopplà, una vittoria)

Gran Premio Città di Empoli
- 2021 (Zalf Euromobil Fior, due vittorie)

Strade Bianche di Romagna
Gran Premio Sovizzo - Piccola Sanremo

## Piazzamenti

### Classiche monumento
- Giro di Lombardia

2022: ritirato
2023: 68º